# Pantógrafo (ferrocarril)

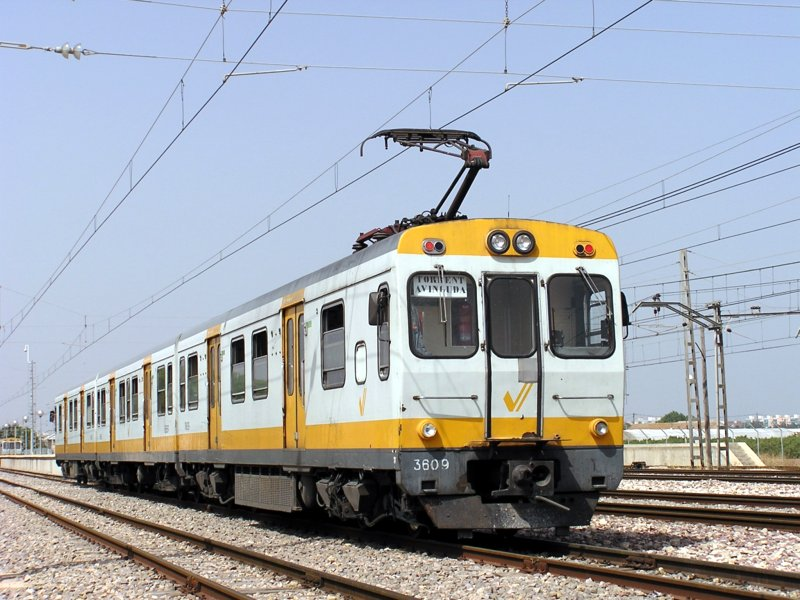
Pantógrafo regulable situado sobre la unidad tractora.

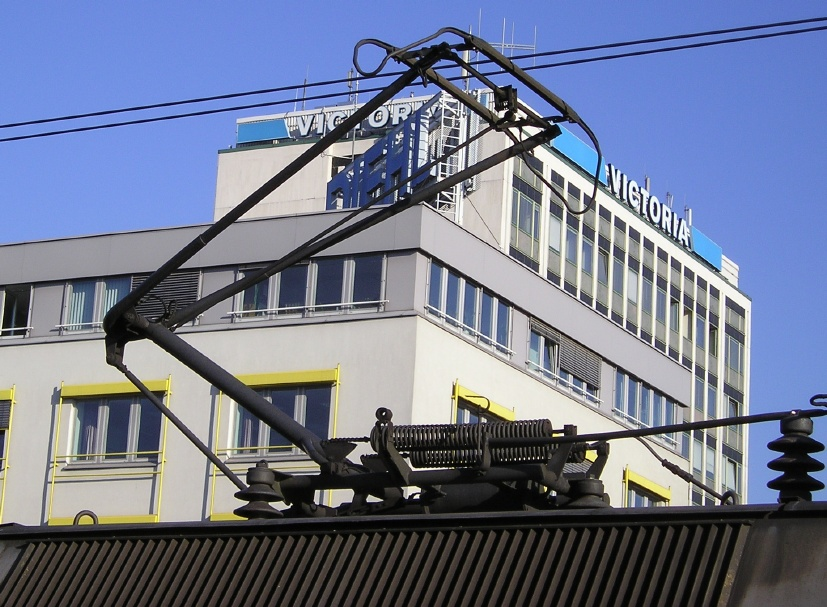
Pantógrafo ferroviario.

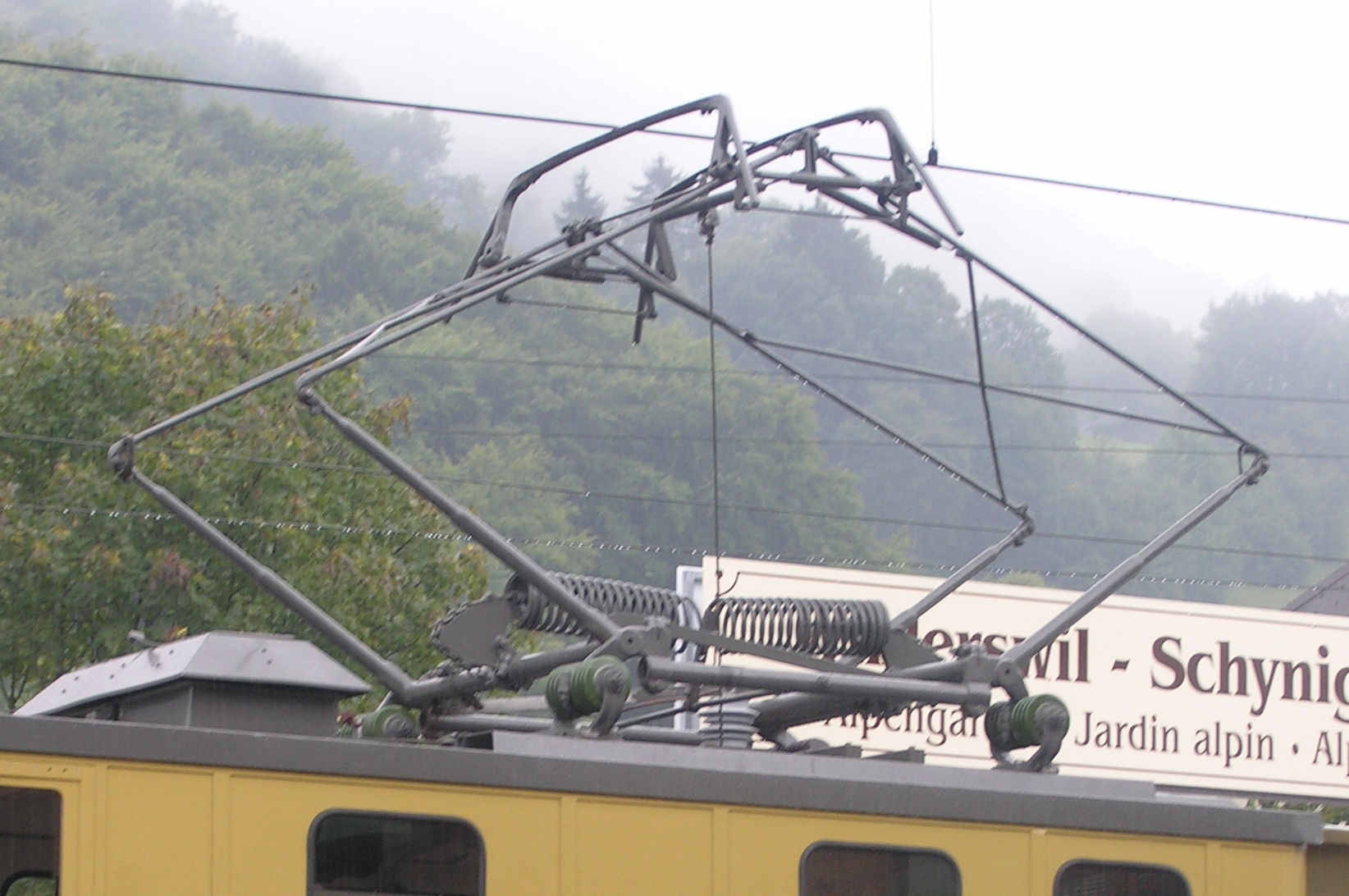
Pantógrafo en forma de diamante de una locomotora suiza de cremallera, en Schynige Platte, Suiza. Fue construida en 1911.

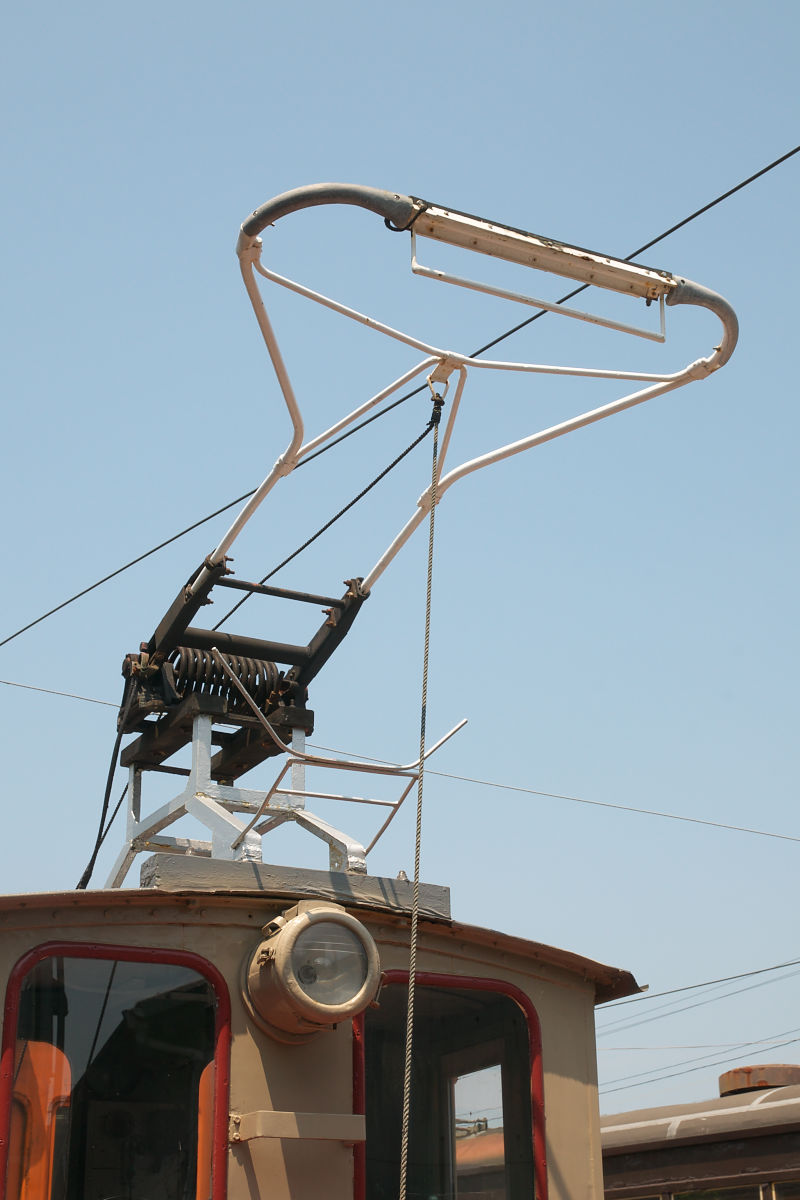
Arco tranviario.

El pantógrafo es un mecanismo articulado que transmite corriente eléctrica desde un cable aéreo de contacto (catenaria) o estación situada en una parada, al techo de un medio de transporte eléctrico (locomotora, trolebús, tranvía, etcétera). Normalmente se utiliza un cable simple o doble, y la corriente de retorno circula por los rieles. Otros tipos de colectores de corriente incluyen el colector de arco (o arco tranviario) y el trolepolo (o trole de pértiga).

## Etimología
El término pantógrafo viene de la semejanza de algunos tipos al pantógrafo mecánico utilizado para copiar escritos a mano o dibujos.

## Descripción
| Posición      | Español           | Inglés        |
| ------------- | ----------------- | ------------- |
| Contacto      | Franja de carbono | Carbon strip  |
| Contacto      | Barra colectora   | Collector bar |
| Articulación  | Biela de balance  | Balance rod   |
| Articulación  | Brazo superior    | Upper arm     |
| Articulación  | Brazo inferior    | Lower arm     |
| Accionamiento | Pistón            | Piston        |
| Accionamiento | Resorte principal | Main spring   |
| Soporte       | Cuadro base       | Base frame    |
| Soporte       | Aislador          | Insulator     |

El pantógrafo consiste en un sistema articulado que sujeta una barra colectora, presionándola contra la catenaria, bajo la que se desliza.
Se sitúa en el techo de la unidad tractora y es regulable en altura de forma automática, para poder alcanzar la catenaria independientemente de la altura a la que se encuentre el hilo conductor aéreo.
La obtención de la presión necesaria sobre el hilo de contacto puede obtenerse de manera mecánica (muelles o resortes) o neumática.
En pantógrafos de alta velocidad también deben tenerse en cuenta en su diseño factores aerodinámicos, ya que hacen variar la presión de contacto ejercida por los mecanismos neumáticos. Dichos pantógrafos tienen en ocasiones alerones o diseños especiales para controlar las fuerzas aerodinámicas.
Para evitar que la barra colectora se desgaste en un solo punto, la trayectoria de la catenaria se dispone en vaivén, de modo que vaya barriendo la mayor parte de la barra colectora provocando un desgaste uniforme en toda su superficie.

## Tipos
| Español                    | Inglés     |
| Pantógrafo                 | Pantograph |
| -------------------------- | ---------- |
| de brazo simple            | Single     |
| de brazo doble (Romboidal) | Double     |

El sistema articulado puede estar dispuesto en forma de rombo o diamante, o en forma brazo articulado, simple o compuesto.
La primera y segunda fotografía muestran pantógrafos de brazo simple de accionamiento neumático. La tercera fotografía muestra pantógrafo de brazo doble (romboidal) accionado por resortes. El diseño del pantógrafo debe adaptarse también a la tensión del cable en cuanto a su aislamiento eléctrico y materiales, especialmente en la zona de contacto.

## Historia
| Año                   | Acontecimiento |
| --------------------- | --- |
| Finales del siglo XIX | Primera aparición del pantógrafo (de baja fricción) con franja de contacto de grafito reemplazable o "zapata" para eliminar el esfuerzo lateral en el cable de contacto. |
| 1889                  | Invención del colector de arco (ing. bow collector) por Walter Reichel, ingeniero jefe en Siemens & Halske en Alemania.                                                  |
| 1895                  | Primer uso del pantógrafo de deslizador llano (ing. flat slide pantograph) por la Baltimore and Ohio Railroad.                                                           |
| 1955                  | Invención del pantógrafo de brazo simple (de forma de "Z") por Louis Faiveley                                                                                            |

## Uso
| País          | Metro            | CL: Ciertas líneas |
| ------------- | ---------------- | ------------------ |
| Argentina     | Buenos Aires     | CL                 |
| Australia     | Sídney           |                    |
| Chile         | Santiago         | CL                 |
| China         | Shanghái         |                    |
| China         | Hong Kong        |                    |
| China         | Beijing          | CL                 |
| China         | Chongqing        | CL                 |
| Colombia      | Medellín         |                    |
| Perú          | Lima             |                    |
| Corea del Sur | Seúl             |                    |
| España        | Madrid           |                    |
| España        | Barcelona        |                    |
| España        | Valencia         |                    |
| España        | Sevilla          |                    |
| España        | Alicante         |                    |
| España        | Bilbao           |                    |
| Suiza         | Basilea          | CL                 |
| Alemania      | Berna            | CL                 |
| Alemania      | Jena             | CL                 |
| Alemania      | Augsburgo        | CL                 |
| Italia        | Milán            | CL                 |
| Italia        | Nápoles          | CL                 |
| Hungría       | Budapest         | CL                 |
| India         | Jaipur           |                    |
| India         | Chennai          |                    |
| India         | Mumbai           |                    |
| India         | Delhi            |                    |
| India         | Noida            | CL                 |
| India         | Hyderabad        | CL                 |
| Japón         | Kobe             |                    |
| Japón         | Fukuoka          |                    |
| Japón         | Sendai           |                    |
| Japón         | Tokio            | CL                 |
| Japón         | Osaka            | CL                 |
| Japón         | Nagoya           | CL                 |
| Japón         | Sapporo          | CL                 |
| México        | Ciudad de México | CL                 |
| Singapur      | Singapur         | CL                 |